# Stošíkovice na Louce
Stošíkovice na Louce település Csehországban, a Znojmói járásban. Stošíkovice na Louce Vítonice, Prosiměřice, Práče, Oleksovice és Lechovice településekkel határos. Lakosainak száma 315 fő (2024. január 1.).

## Népesség
A település lakosságának változását az alábbi diagram mutatja:
| Lakosok száma | 327  | 336  | 407  | 280  | 225  | 227  | 250  | 284  | 302  | 315  |
|               | 1869 | 1900 | 1921 | 1961 | 1980 | 2011 | 2016 | 2019 | 2021 | 2024 |